# Luis Perú de Lacroix
Luis Perú de Lacroix fue un general francés que batalló en el ejército de Napoleón I en Europa y en el de Simón Bolívar en Sudamérica. Su cercanía a este último lo convirtió en uno de los testigos oculares más célebres del Libertador.

## Vida
Su nombre completo era Jean Louis Michel Peru de Lacroix Massier y nació el 14 de septiembre de 1780 en Montélimar, Francia. Sus padres eran Jean Baptiste Lorence Agricol Peru y Jeanne Massier. Estudió en una escuela militar en Brienne-le-Château y luego fue admitido en la École Royale Militaire de París. Vivió en Nápoles entre 1810 y 1812. Combatió en el ejército de Napoleón I y Joachim Murat y participó en la campaña contra Rusia de 1812. En Inglaterra asume el apellido aristocrático Lacroix con el fin de hacerse amigo del Duque de Wellington y espiar los planes de Luis XVIII.

## En América

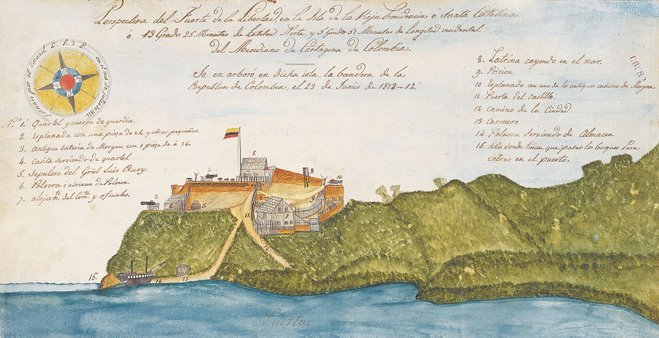
Dibujo de Luis Perú de Lacroix sobre el Fuerte de Luis Aury en la isla de Providencia. El dibujo fue realizado durante el tiempo en que de Lacroix era superintendente de Aury entre 1814 y 1821.

En 1814 dejó Europa para radicarse en América, específicamente en Nueva Granada. El también francés Luis Aury, corsario quien se había puesto al servicio de las causas independentistas hispanoamericanas en el Mar Caribe y tenía fuerte en el Archipiélago de San Andrés, Providencia y Santa Catalina, lo nombró Mayor General y secretario privado, lo que le abrió la vía para incorporarse a los ejércitos neogranadinos y venezolanos en contra de España en 1816. Tras la muerte de Aury en 1821, Perú de Lacroix incide para que su sucesor Courtois tome parte en las revoluciones en Cartagena de Indias en 1823 y de esta manera el General francés hizo parte del Estado Mayor del ejército de Bolívar quien lo invita personalmente y lo hace pronto su confidente y mano derecha. Estuvo al lado del Libertador en Bucaramanga durante la Convención de Ocaña, de donde escribirá en 1828 El Diario de Bucaramanga bajo petición del Libertador, una fuente de información invaluable para los historiadores sobre Bolívar. En enero de 1825 se casó con la bumanguesa Dolores Mutis Amaya en Tunja, la sobrina-nieta de José Celestino Mutis.
En 1829 fue ascendido a comandante general del departamento de Boyacá y con la muerte del Libertador en 1830 a general, pero los acontecimientos que siguieron cambiaron su suerte y fue deportado a las Antillas. En 1835 regresó a Venezuela para unirse a Pedro Carujo durante la Revolución de las Reformas (1835 - 1836) que pretendían la reconstitución de la Gran Colombia y del federalismo. Con la derrota definitiva y la muerte de Carujo, De Lacroix fue expulsado. Regresó a Francia, alejado de su familia y de las tierras a las que le había dedicado sus luchas y tomó la decisión de quitarse la vida. En enero de 1837 la prensa de París anunció el suicidio y se encontró una nota que decía:

Cincuenta y siete años, una nueva caída política, separado de mi mujer y de mis hijos hace seis años, sin esperanzas de reunirme a ellos, sin fortuna, sin estado, la realidad de la miseria ya presente, y la perspectiva de sus inseparables compañeras, la humillación y la ignominia, son los motivos que me determinan a abreviar mis días, convencido, por otra parte, de que hay más valor en darse la muerte que en dejarse degradar...

En sus últimas disposiciones firmadas en París a inicios de 1837, Lacroix pide que los editores de Le Siécle publiquen Mis 22 años de Nuevo Mundo, mi juventud en Europa y mi suicidio en París, Colombia desde su creación hasta su destrucción, o resumen histórico de las revoluciones y acontecimientos políticos que más han contribuido a la destrucción de esta república (2 volúmenes), Memorias de Pacheco, portero vitalicio del gobierno de Bogotá, Almanaque histórico y político, seguido de unas efemérides colombianas y 16 fragmentos de contenido histórico y político en un borrador; todas salvo en español, excepto la primera que estaba escrita en francés. Nunca se cumplió su voluntad, todas sus obras se perdieron durante el siguiente siglo salvó su Diario de Bucaramanga que se publicó recién en 1912, pues lo había dejado en Caracas con el marqués de Coro, aunque la obra estaba incompleta.

## Descripciones del Libertador
En su obra el Diario de Bucaramanga de 1828, Perú de Lacroix describe así al Libertador:

El rostro moreno y tostado, y se oscurece más con el malhumor, entonces el semblante cambia, las arrugas de la frente y de las sienes se tornan más profundas, los ojos se achican, el labio inferior se pronuncia más y la boca se afea...

## En la cultura popular
En la película venezolana El Diario de Bucaramanga es interpretado por el actor franco-colombiano Patrick Delmas en el cual narra los momentos que permaneció cerca del Libertador Simón Bolívar en la villa de Bucaramanga.